# Irit Dinur
Irit Dinur (em hebraico:  אירית דינור‎; 4 de março de 1973) é uma cientista da computação israelense.
Dinur estudou informática na Universidade de Tel Aviv, onde obteve um doutorado orientada por Shmuel Safra. Esteve depois durante um ano no Instituto de Estudos Avançados de Princeton, na NEC Research e um ano como Miller Fellow na Universidade da Califórnia em Berkeley. Foi professora de informática da Universidade Hebraica de Jerusalém sendo atualmente professora do Instituto Weizmann de Ciência.
Em 2005 tornou-se conhecida por uma nova prova do Teorema PCP. O teorema foi originalmente provado na década de 1990 por Sanjeev Arora, Safra e outros.
Foi palestrante plenária do Congresso Internacional de Matemáticos em Hyderabad (2010: Probabilistic checkable proofs and codes). Recebeu o Prêmio Erdős de 2012.

## Obras
- The PCP Theorem by gap amplification, Technical Report 2005 e Journal of the ACM, Volume 54, 2007, p. 1, Online, pdf